# 海浪 (弗吉尼亚·伍尔夫作品)
《海浪》（The Waves），是弗吉尼亚·伍尔夫最具实验性的小说，首次出版于1931年。它由6个角色的独白组成：伯纳德、苏珊、罗达、内维尔、金妮、路易。尽管读者从来没有听到第7个角色的声音，然而他也同样重要，这个角色就是珀西瓦尔。独白贯穿着角色们的人生。他们的人生因为9个简要第三人称的出现而破裂。作品还穿插了沿海场景，时间设定在一天中从日出到日落的各个阶段。
6个角色或“声音”表达了伍尔夫对个性、自我和群体这些概念的探讨。每个角色都截然不同，但他们共同组成了一个沉默的中心意识完全形态。

## 情节
伯纳德是故事的叙述者，措辞总是晦涩而恰当。一些評論者认为伍尔夫的朋友E·M·福斯特就是创作这个角色的灵感来源。
路易是个局外人，他追求别人的认同感和成功。有些批评家认为他有T·S·艾略特的影子，毕竟伍尔夫熟识艾略特。
内维尔也可能来源于伍尔夫的一个朋友，也就是李顿·斯特雷奇,总在寻找一群群的男人，每一个都会成为他超越寻常的暂时爱情目标之一。
金妮则是个名媛，世界观与她本人的内外在美相当符合。有证据表明她是基于伍尔夫的朋友玛丽·哈奇森而创造的。
苏珊逃离了城市，偏爱乡村生活，在那里她努力克服自己身为母亲的激动与怀疑。苏珊的某些特点正是伍尔夫姐妹凡妮莎·贝尔的体现。
罗达是一个充满了自我怀疑和焦虑的人物,总是反对和揭发人类的妥协一面，也总是在追寻孤独。她就像雪莱的《问题》一诗所描写的那样(翻译:我收集我的花并展现它们——啊!给谁?)。罗达从某些方面看来有点像弗吉尼亚·伍尔夫自己。
珀西瓦尔，部分基于伍尔夫的兄弟托比·斯蒂芬所创造，像男神一样，但像其他六人一样在品德上有缺陷。他死于故事的中途，当时缠身于英国殖民地印度的帝国主义的追求。珀西瓦尔从来没有在此书中发声，但读者可以通过其他6个人物对他反复描述和反映详细了解他。
该小说描写了6个角色的童年到成年时期。伍尔夫关注的是个体意识和多方意识集于一身的方式。

## 风格
将此作品分类的难度在于《海浪》模糊了散文和诗歌之间的界限,让小说内容在6个角色的内心独白之间流动。此书同样打破了人物与人物之间的隔阂，伍尔夫在她的日记中写道，六人不是独立的“角色”，而是阐明意识的一种连续方式。即使是用“小说”一词也不能准确地描述复杂的《海浪》——茱莉亚·布里格斯在她所写的伍尔夫文学传记中（《内在生活》，艾伦·莱恩，出版于2005）提到。伍尔夫自己称之为“戏剧小说”,而非小说。
书中还探讨了“男性教育精神”在塑造公众生活中的作用，一些场景包括了其中某些角色在上学第一天遭遇欺凌的经历。

## 反响
玛格丽特·尤瑟纳尔花了十个月的时间于1937年将《海浪》翻译成了法语。她与弗吉尼亚·伍尔夫在此期间见过面，她写道：“我相信我是对的……我把弗吉尼亚·伍尔夫评为四个还是五个英语语言大师之一，这是从为数不多的现代小说家当中选出的，他们的作品都是超过十年的经典。”
虽然《海浪》不是弗吉尼亚·伍尔夫的最著名的作品之一，但近年来它也获得了一些声誉，同时也有一些评论家认为这部作品被低估了。文学学者弗兰克·N·麦吉尔将它评为最好的200部小说之一，发布在《世界文学杰出作品》中。英国作家艾米·萨克维尔在独立报中写道，“作为一个读者，也作为一名作家，我反复阅读此书，为了感受它关于抒情、忧郁和人类的描写。”